# Praha hlavní nádraží
Praha hlavní nádraží (obecně jen Hlavní nádraží či hovorově „hlavák“, staršími názvy Nádraží císaře Františka Josefa, Wilsonovo nádraží; IATA kód XYG) je největší osobní železniční nádraží v České republice a nejvýznamnější pražské nádraží. Denně odbaví okolo 71 000 cestujících a množství regionálních, vnitrostátních i mezinárodních vlaků, pro které je často výchozí nebo konečnou stanicí. Nádraží je napojené na linku metra C – stanice Hlavní nádraží.
Název Praha hlavní nádraží se užíval od 15. února 1940 do roku 1945, a od ledna 1953 se užívá dodnes. Původně se nazývalo nádraží císaře Františka Josefa (1871–1919) a poté neslo název Praha Wilsonovo nádraží (1919–1940, 1945–1953), který se od roku 1990 při mimořádných historických a oficiálních událostech opět používá.
Historická budova a hala nad kolejištěm jsou největší secesní památkou v Česku. Od 31. prosince 1976 patří mezi nemovité kulturní památky a od roku 1993 jsou součástí Městské památkové zóny Vinohrady, Žižkov a Vršovice.
Historická Fantova budova nádraží má adresu Wilsonova 300/8, Praha 2-Vinohrady. Kolejiště, Fantova historická budova a nová provozní budova (přiléhající k Seifertově ulici) leží na Vinohradech v Praze 2, nová odbavovací hala na Novém Městě v Praze 1, severní zhlaví kolejiště zasahuje do Žižkova na Praze 3.

## Historie

### Vznik

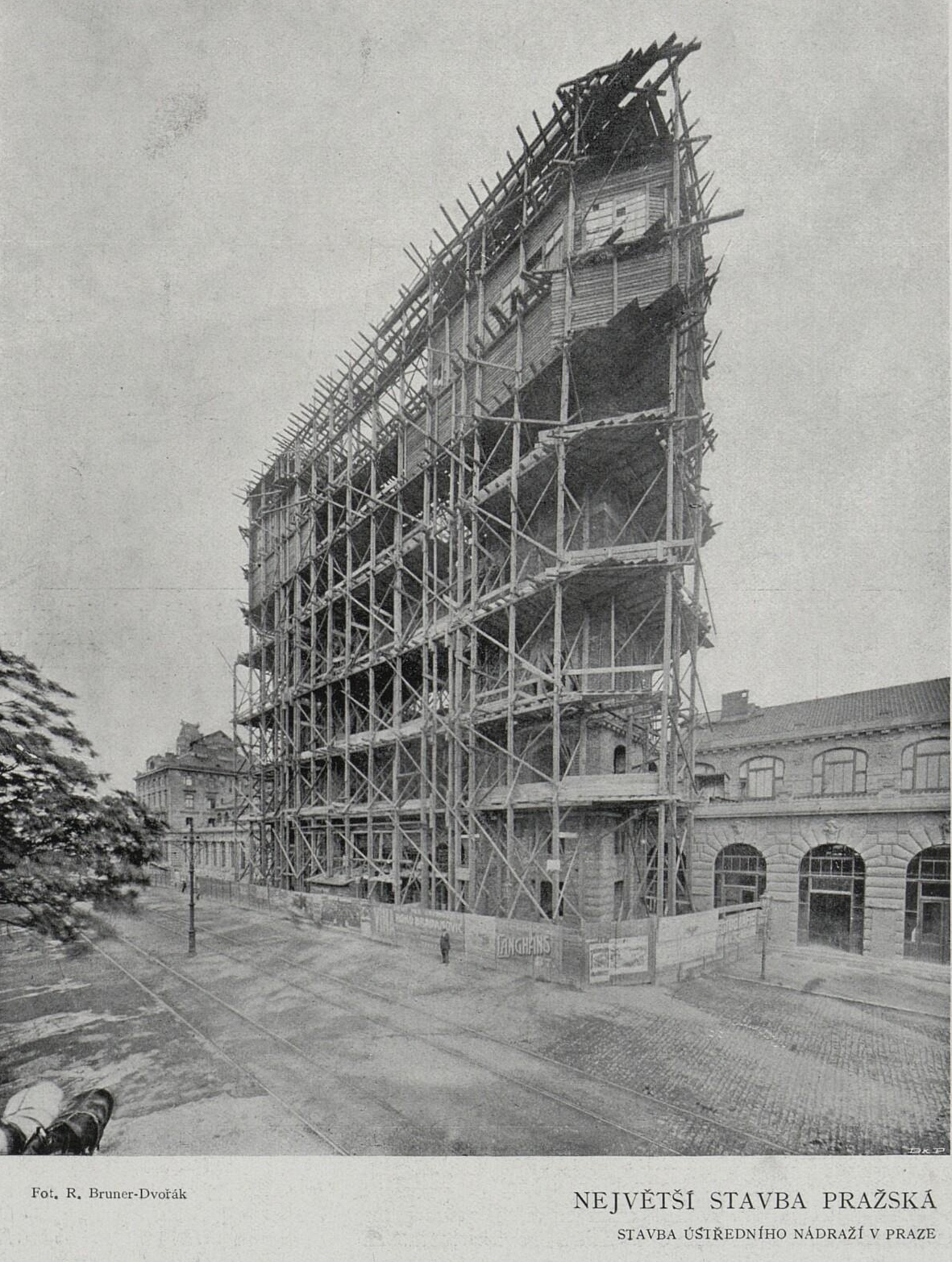
Stavba Hlavního nádraží, 1907

K vybudování nádraží v současné lokalitě přispělo císařské rozhodnutí z října 1866 o zboření hradeb. Nádraží je v provozu od 14. prosince 1871, kdy z něj byl zahájen železniční provoz Dráhy císaře Františka Josefa na jih do Benešova, Tábora a Vídně. Tehdy se jmenovalo Nádraží císaře Františka Josefa. Roku 1872 v blízkosti nádraží Dráhy císaře Františka Josefa byla na samostatné stanici ukončena od severu Turnovsko-kralupsko-pražská dráha. Obě nádraží brzy splynula. Roku 1872 byla rovněž zprovozněna Pražská spojovací dráha v trase Smíchov (Česká západní dráha) – Praha (dnešní hlavní nádraží) – Hrabovka (napojení na Rakouskou severozápadní dráhu), čímž došlo k propojení nádraží čtyř různých společností. Vinohradským tunelem vedly dráhy do Vídně a na Smíchov samostatně, teprve po zdvojkolejnění spojovací dráhy v roce 1901 byly obě tratě propojeny již před vršovickým portálem.
Původní výpravní budova byla postavena podle návrhu Vojtěcha Ignáce Ullmanna a Antonína Barvitia v novorenesančním slohu. 150 metrů dlouhá stavba se dvěma věžemi, halou s kazetovým stropem, restaurací, kancelářemi a 22 dveřmi vedoucími na nástupiště s mozaikovou dlažbou si vysloužila přezdívku zámecké nádraží. Vrchlického sady před nádražím byly založeny roku 1876.

### Stavba nové budovy (1901–1909)

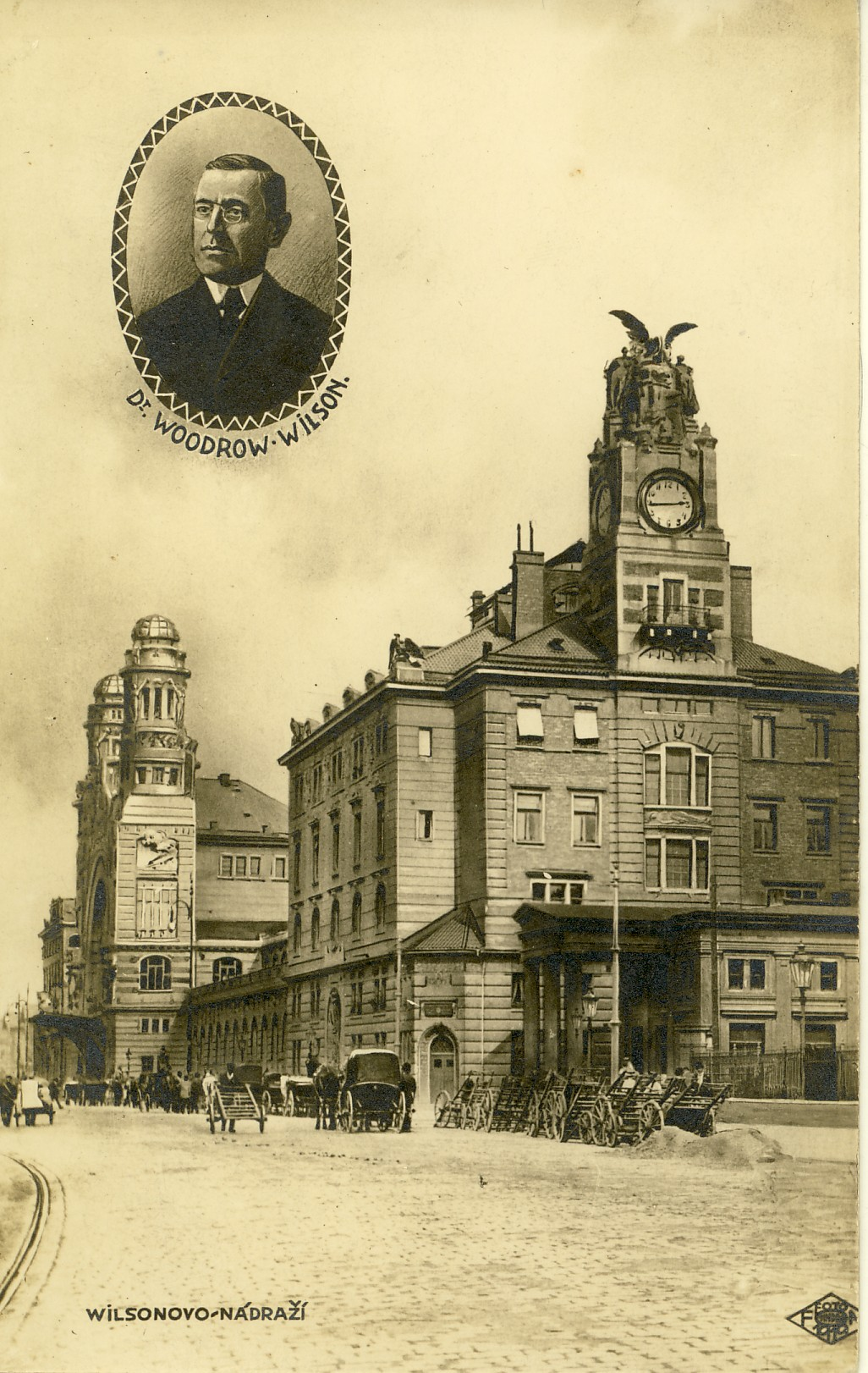
Nová Fantova nádražní budova mezi lety 1918–1925; v popředí vpravo pozůstatky dřívější budovy nádraží

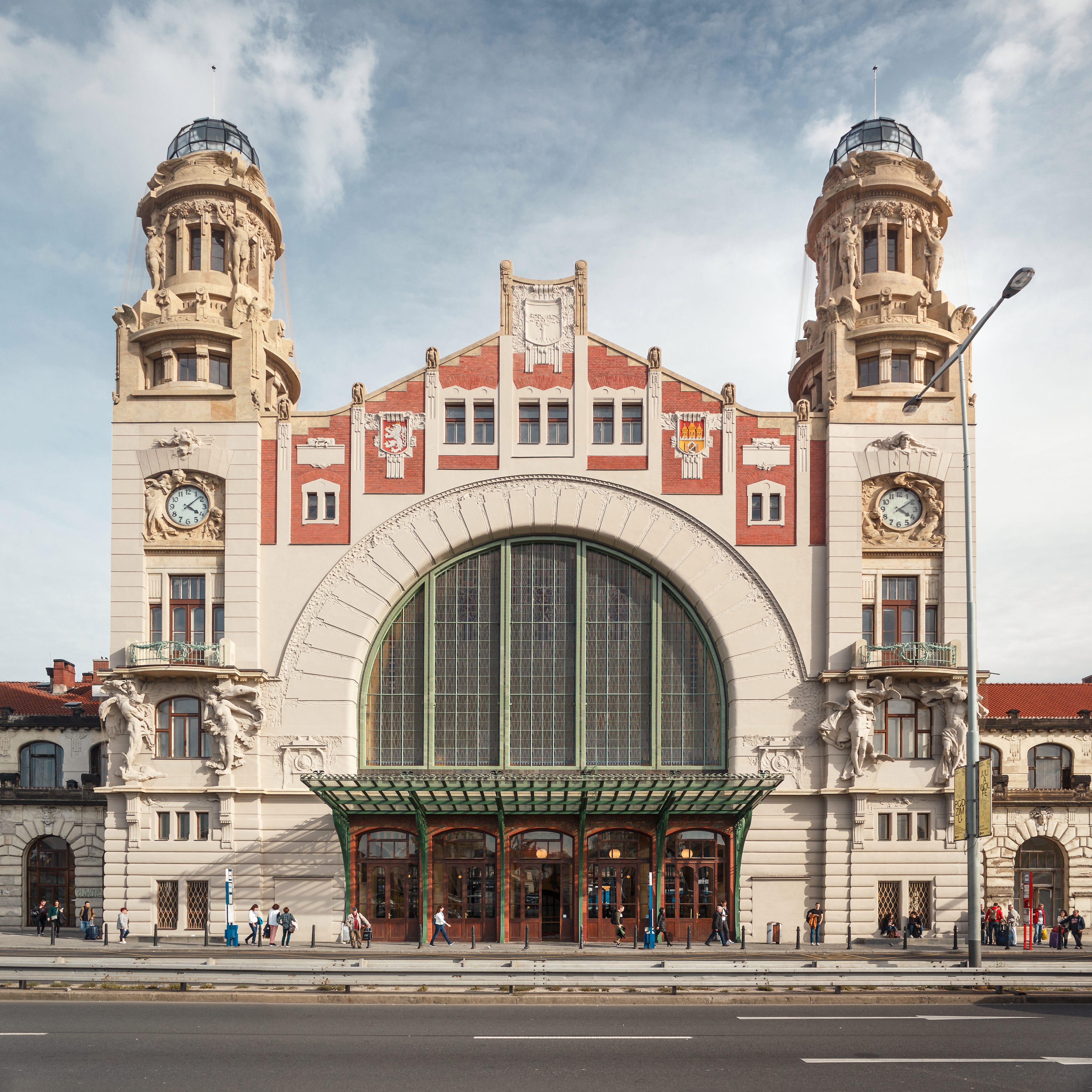
Secesní budova Hlavního nádraží

Původní budova i kolejiště přestávaly kapacitně rozvoji železnice stačit. Začátkem dvacátého století bylo proto nádraží přestavěno a zvětšeno. Nová výpravní budova v secesním slohu byla postavena v letech 1901–1909 podle vítězného návrhu Josefa Fanty vzešlého z architektonické soutěže. Kopuli nad hlavní částí budovy zdobí secesní motivy a sochy od Stanislava Suchardy a Ladislava Šalouna zpodobňující česká města. Pokladny byly umístěny v přízemí kopule v prostorách dnešní kavárny. Cestujícím sloužily velkoryse pojaté čekárny v levém křídle budovy a dvě restaurace různých cenových hladin. Budova od počátku disponovala také kancelářemi a salonky pro významné hosty, na vlak v nich čekali například Tomáš Garrigue Masaryk, Thomas Alva Edison, Le Corbusier nebo Charlie Chaplin. Salonky byly přepychově zařízené, vyzdobené sochami a rozměrnými obrazy s motivy Prahy a Karlštejna z ateliérů Václava Jansy a Viktora Strettiho. Salonky jsou pro veřejnost uzavřeny a používají se při zvláštních příležitostech, případně jsou pronajímány pro komerční účely.
Spolu s novou budovou byly vybudovány podchody, kolejiště bylo v letech 1905–1906 zastřešeno dvoulodní ocelovou obloukovou halou o rozpětí 2 x 33,3 m, výšce 18 m a délce 233 m, jejímiž autory byli Jaroslav Marjanko a Rudolf Kornfeld. Konstrukci zhotovila mostárna S. Bondy v Bubnech. Hala zastřešuje současná nástupiště číslo 1 až 4, nástupiště č. 1A je mimo hlavní zastřešení vysunuto k vinohradskému zhlaví, později vybudovaná nástupiště 5 až 7 mají vlastní zastřešení, které tvarově odkazuje na konstrukci haly.

### Elektrizace a rozšiřování kolejiště v 1. polovině 20. století
Již v roce 1910 začalo rakouské ministerstvo dopravy uvažovat o elektrizaci železnice ve Vídni a v Praze. Podnikatel Emil Kolben tehdy dal Rakousko-uherským státním drahám nabídku na elektrizaci pražských spojek soustavou 10 kV 16 Hz, ale ta nebyla přijata. Myšlenkou elektrizace se znovu začalo zabývat ministerstvo železnic ČSR hned po svém vzniku. Počátkem roku 1924 byl jako optimální vybrán stejnosměrný systém 1500 V. Dne 12. srpna 1926 byly slavnostně, za přítomnosti Františka Křižíka a lokomotivy E 407.001, zahájeny stavební práce. 23. dubna 1928 byl na Wilsonově nádraží zahájen posun v elektrické trakci a 27. dubna se v elektrické trakci rozjely osobní vlaky do Vysočan. S novým jízdním řádem byl od 15. května 1928 zahájen pravidelný elektrický provoz na všech elektrizovaných tratích. Napájení a dobíjení akumulátorových lokomotiv obstarávala měnírna Křenovka. Lokomotivy byly deponovány ve výtopně na Wilsonově nádraží, která byla zatrolejovaná.
Po první světové válce byla trať na Smíchov zdvojkolejněna. Roku 1926 byla dokončena jednokolejná spojka Vítkov – Libeň horní nádraží; Vítkovská trať), která doplnila jednokolejnou spojku druhou stranou kopce, přes Hrabovku, z roku 1872.
V letech 1940–1944 byl vybudován druhý vinohradský tunel. Veškerá doprava byla převedena do něj, aby mohla být provedena rekonstrukce prvního tunelu. Po jejím dokončení byly tratě do Vršovic a na Smíchov definitivně rozděleny.

### Stavba metra, nového vestibulu a magistrály (1967–1979)

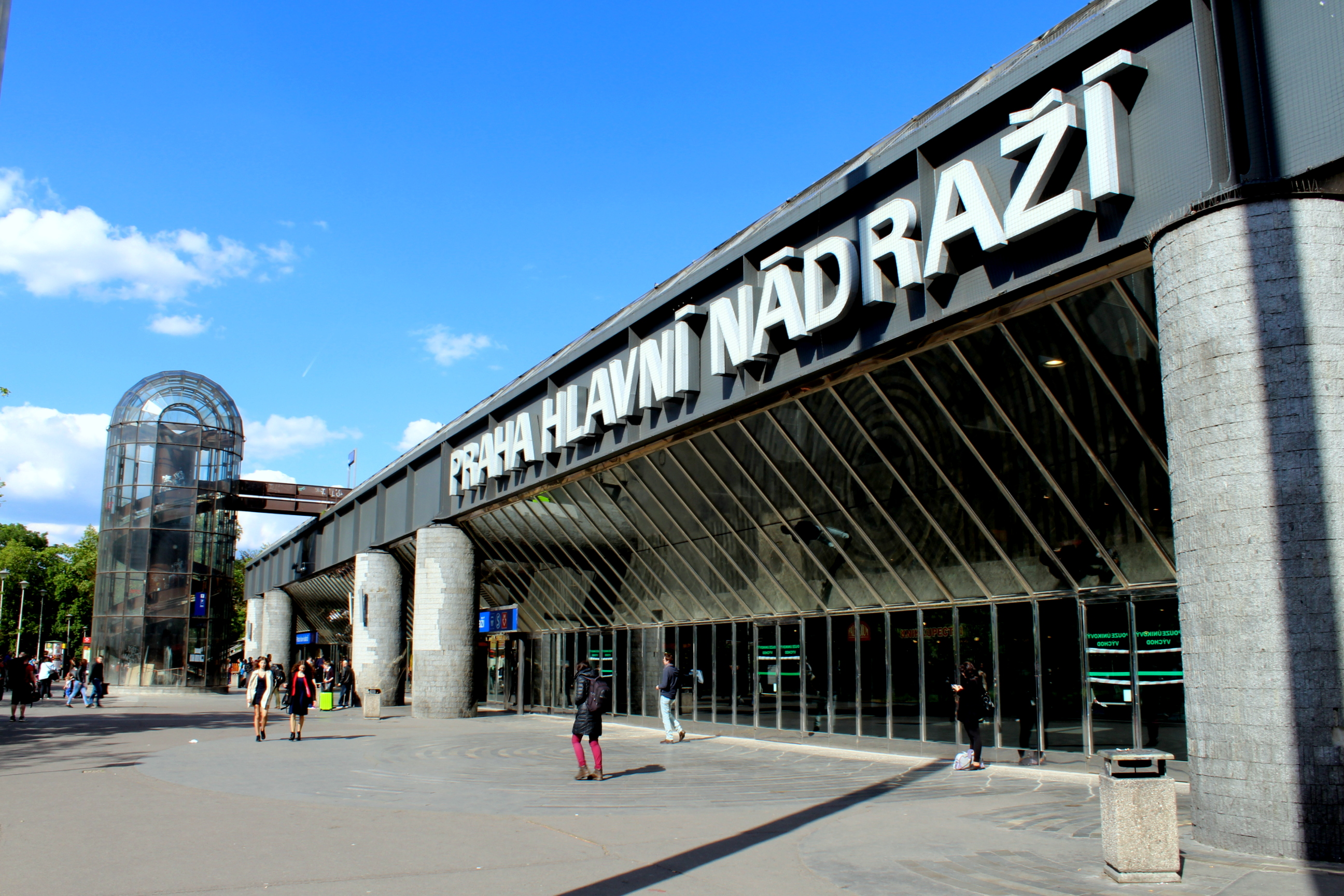
Průčelí nové budovy z Vrchlického sadů

Po druhé světové válce byla zpracována řada studií přestavby nádraží v souvislosti se zvýšením jeho kapacity. Na nich se podílel zejména Josef Danda. V roce 1948 připravili Josef Danda a Antonín Bloman studii předpokládající rozšíření kolejiště do prostoru historické budovy a její náhradu novostavbou. V letech 1948–1956 vznikly další návrhy (autoři Josef Danda, Cyril Suk, kolektivy projektových ústavů SUDOP a Stavoprojekt). V roce 1950 se konala soutěž na celkové řešení ústředního nádraží počítající už s podzemní dráhou. Začátkem 60. let proběhla interní soutěž v SUDOP (v níž vznikly návrhy od architektů Homoláče a Reitermana, Jaroslava Otruby, Josefa Dandy). V roce 1965 byla vypsána veřejná soutěž, v níž zvítězil návrh kolektivu Eugen Kramár, Berty Hornemy, J. Gerstbrein, navrhující zrušení historické budovy. Roku 1970 byla vypsána vyzvaná architektonická soutěž na řešení odbavovací haly, v níž ve 2. kole zvítězil návrh architektů Jana Šrámka, Jana Bočana a Aleny Šrámkové, který nakonec byl realizován. V roce 1976 rozhodl Odbor kultury Národního výboru hlavního města Prahy na návrh pražského střediska státní památkové péče a ochrany přírody, že objekt čp. 300 (Fantova budova) je nemovitou kulturní památkou a zapisuje se do státního seznamu nemovitých kulturních památek.
Na návrhu z roku 1948 je patrná podzemní tramvaj. Soutěže o podobu úprav probíhaly v letech 1950 až 1965. Dne 15. března 1967 začala stavba stanice metra Hlavní nádraží (první a nejstarší stanice metra v Praze), podle prvních plánů ještě jako podpovrchové tramvaje. O vybudování metra namísto tramvaje vláda rozhodla až po zahájení stavby, v srpnu 1967, proto má stanice méně typická dvě boční nástupiště namísto jednoho středového. 9. května 1974 byl zahájen provoz stanice metra Hlavní nádraží. V letech 1972–1979 vznikla na základě architektonické soutěže nová odbavovací hala (slohově ji lze řadit k brutalismu),[zdroj?] které ustoupila část dosavadních Vrchlického sadů. Autory nové budovy byli Josef Danda, Jan Bočan, Julie Trnková a Alena a Jan Šrámkovi. Po střeše haly vede Severojižní magistrála, která tak odřízla historickou budovu od okolí.

### Rekonstrukce kolejiště (1983–1994)

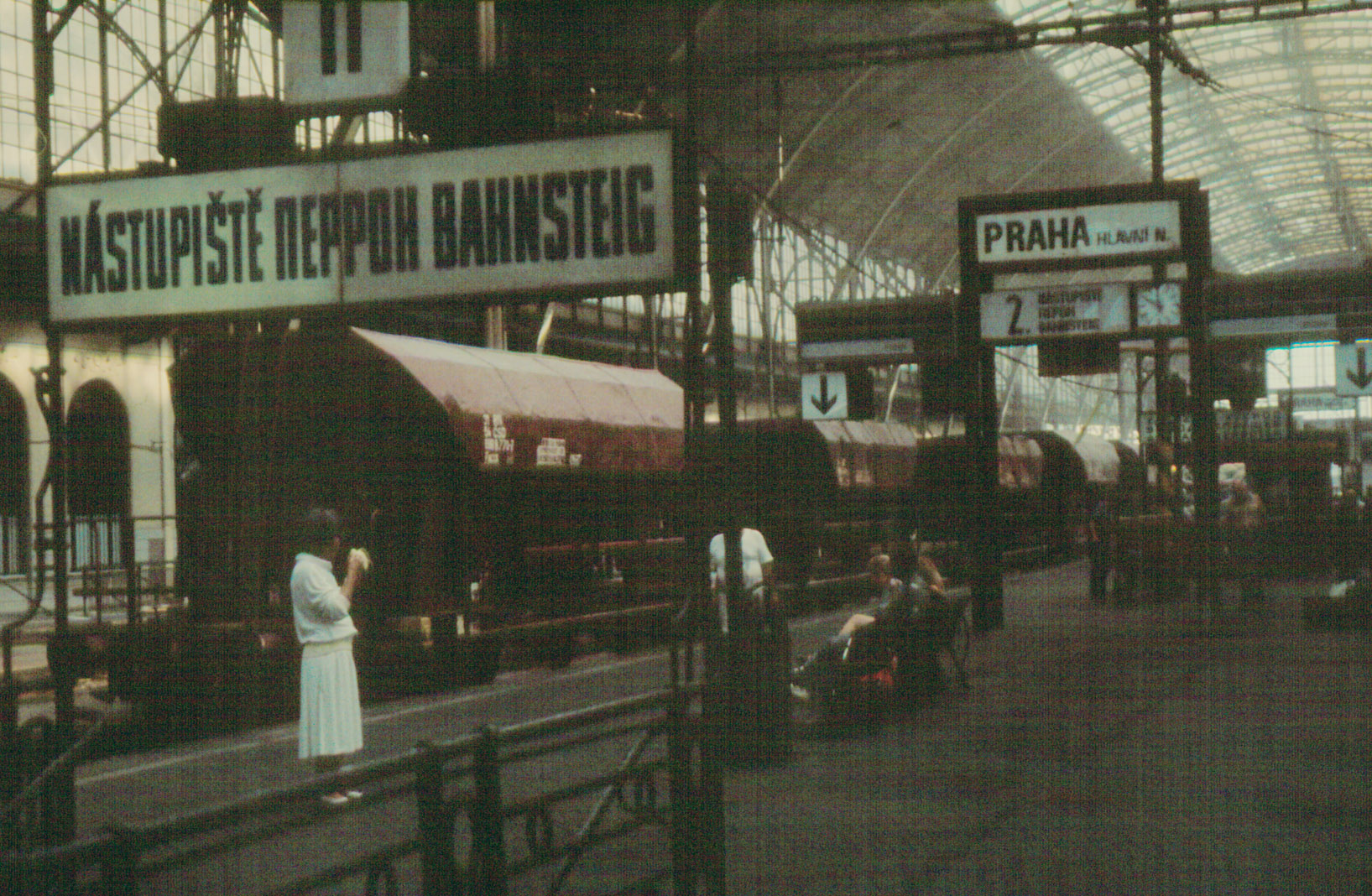
2. nástupiště po dobu rekonstrukce v červenci 1992

V letech 1983–1989 byl dobudován třetí vinohradský tunel na jižní straně nádraží, který byl rozestavěn již ve 40. letech 20. století. V roce 1985 byla na severním zhlaví provedena rekonstrukce výhybek a zabezpečovacího zařízení. Až do té doby zde fungovala mechanická návěstidla a výhybky byly přestavovány ručně. Bylo zbořeno stavědlo Sakrabonka stojící na místě bývalé stejnojmenné usedlosti, která v roce 1870 ustoupila stavbě nádraží. V roce 1994 byla na hlavním nádraží zprovozněna další tři nástupiště, s čísly 5 až 7, která mají samostatná klenutá zastřešení. Přestavba severního (východního) zhlaví hlavního nádraží byla dokončena v roce 2005.

### Pomníky Nicholase Wintona
Na hlavním nádraží se nacházejí tři odkazy na Nicholase Wintona, po jeho smrti bylo krátkou dobu zvažováno i přejmenování celého nádraží po něm.

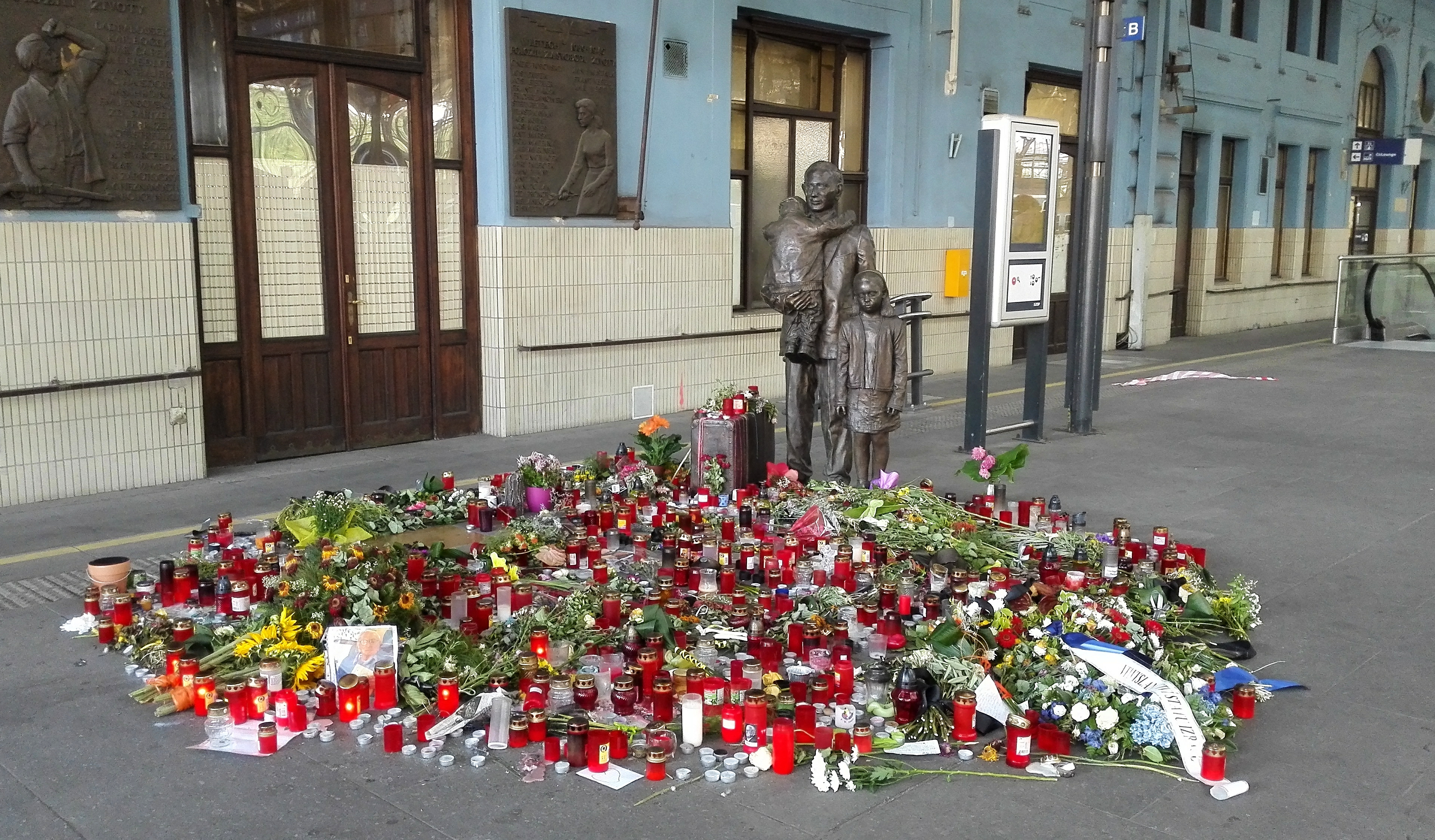
Sousoší Nicholase Wintona a zachráněných dětí na 1. nástupišti (červenec 2015)

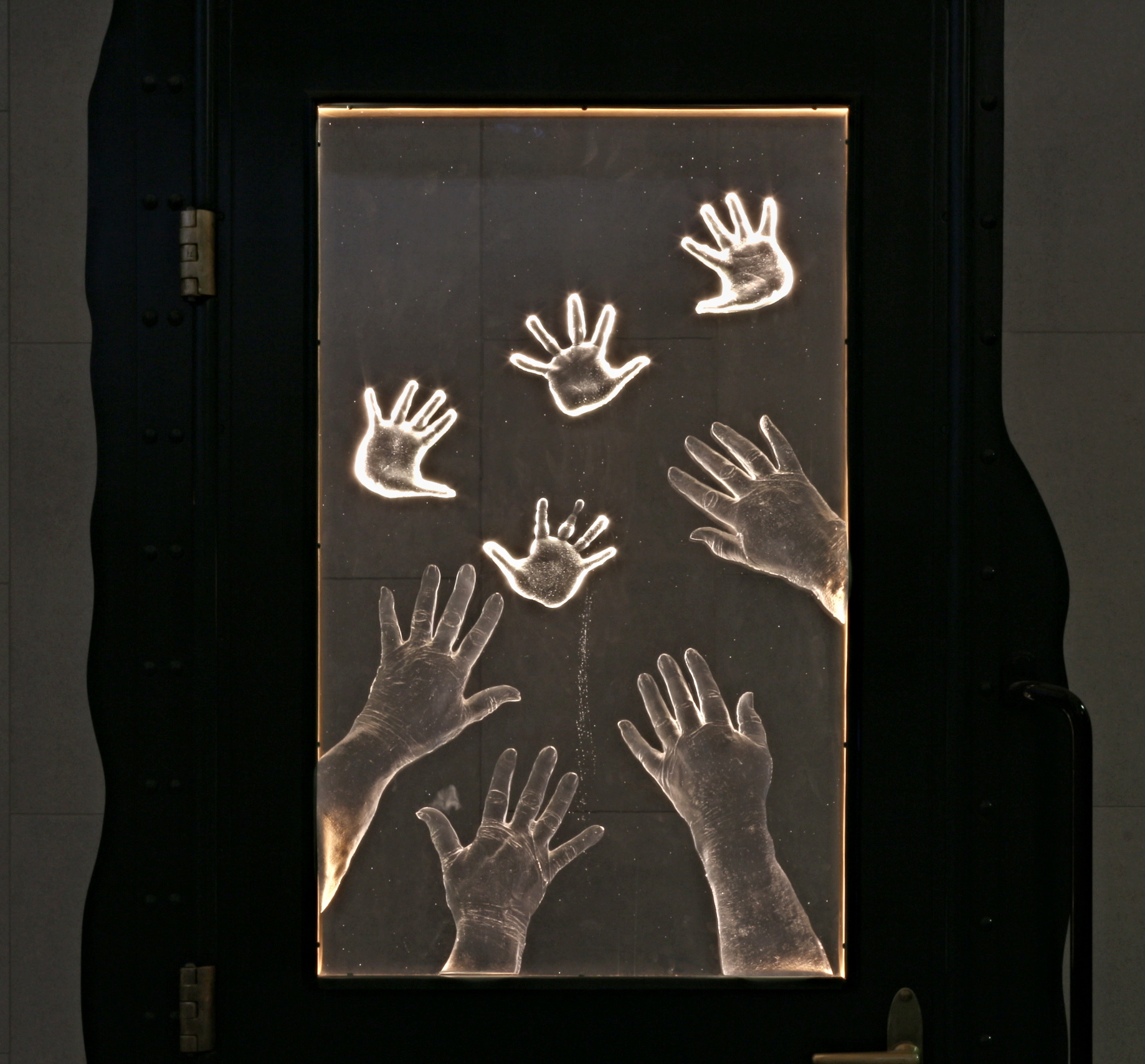
Památník rozloučení v podchodu

Na 1. nástupišti stojí sousoší Nicholase Wintona se dvěma dětmi a kufrem. Ten v roce 1939 před válkou poslal 669 převážně židovských dětí vlakem do Spojeného království, aby se vyhnuli nacistům a odvozům do koncentračních táborů. Slavnostní odhalení proběhlo 1. září 2009 u příležitosti odjezdu historického vlaku z Prahy do Londýna, jedoucího stejnou trasou jako soupravy, kterými kdysi z Československa odjížděly právě Wintonovy děti. Autorkou sousoší je Flor Kentová.
Sousoší doplňuje deska s nápisem: „S hlubokou vděčností věnováno siru Nicholasi Wintonovi a všem soucitným lidem, kteří 8 vlakovými transporty do Velké Británie v roce 1939 zachránili 669 dětí před hrůzami 2. světové války a na památku 15 131 československých dětí zavražděných v koncentračních táborech.“
27. května 2017 byl v prostředním podchodu představen nový pomník spojený s Wintonem, Památník rozloučení. Věnován je rodičům zachráněných dětí, tvoří jej pamětní deska a replika vlakových dveří s odlitky rukou dětí a rodičů, připomínající poslední rozloučení dětí s rodiči, kteří své potomky mnohdy už nikdy neviděli. Právě vzpomínka na rodiče a děti tisknoucí ruce na sklo je pro pamětníky nejsilnější. Památník odhalily Wintonovy děti Zuzana Marešová a lady Milena Grenfell-Baines, které spolu se svými pravnoučaty poskytly odlitky rukou pro skleněnou výplň dveří. Tu vyrobil sklář Jan Huňát. Pomník byl financován z veřejné sbírky, která od března 2016 probíhala v Česku a ve Spojeném království.
Od 11. července 2017 nese Wintonovo jméno i nově otevřená čekárna Českých drah. Wintona připomíná výzdoba interiéru s fotografií, citátem, replikou pomníku z podchodu a na fasádě podpisy čtyř Wintonových dětí, které se zúčastnily slavnostního otevření – Zuzany Marešové, Mileny Lady Grenffelové-Bainesové, Jiřího Kafky a Benjamina Abelesa.

### Stavba Nového spojení a celková rekonstrukce (2006–2017)

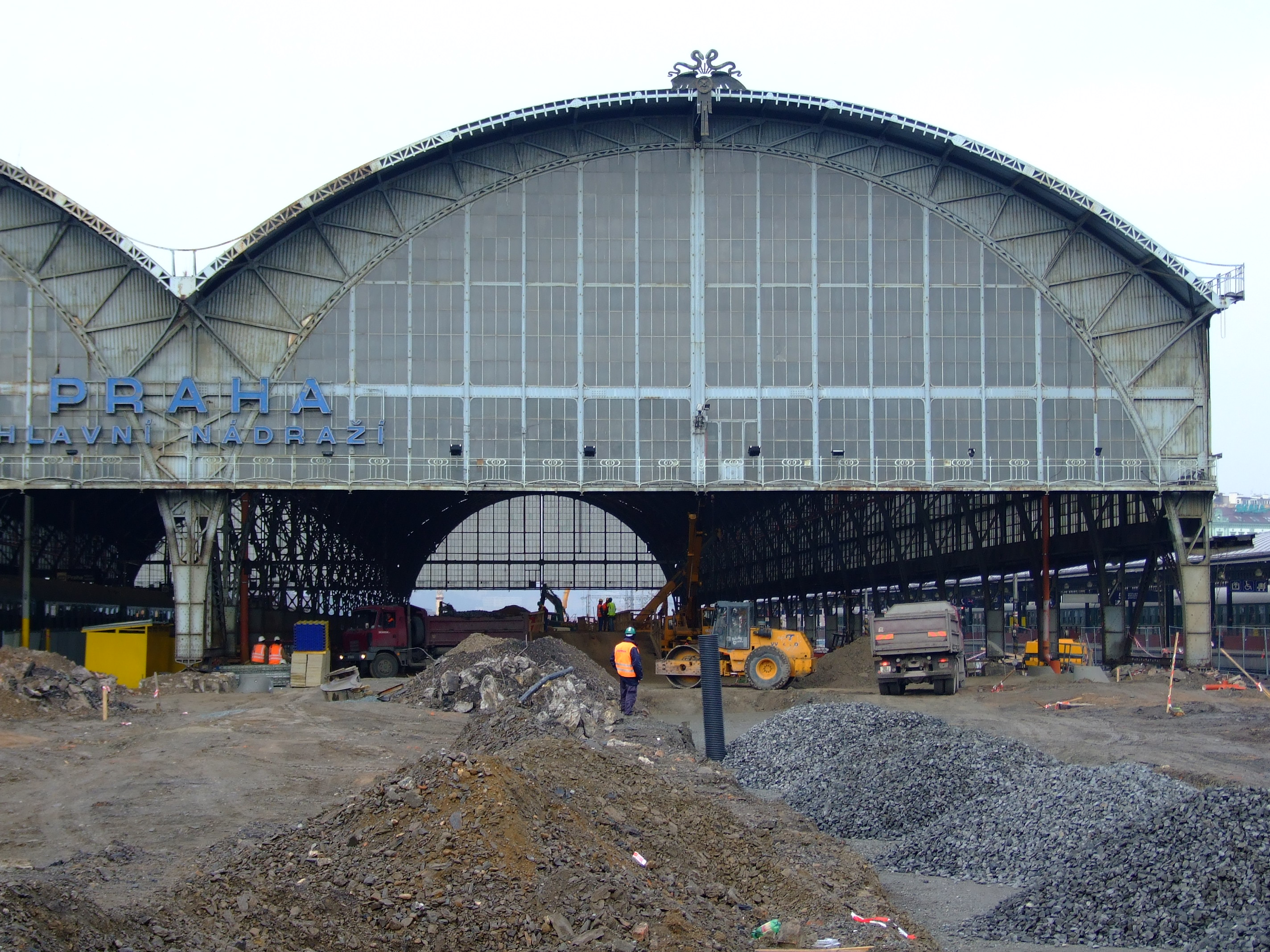
Rekonstrukce podchodu a nástupišť 1 až 4 (2008–2009)

Technický stav nádraží byl na začátku 21. století špatný, historická budova chátrala, vestibul neodpovídal současným nárokům a kolejiště nevyhovovalo kapacitou ani povolenou rychlostí. Česká pobočka italské společnosti Grandi Stazioni měla od tehdejšího vlastníka – Českých drah – nádraží dostat na 30 let do pronájmu výměnou za provedení jeho kompletní rekonstrukce. Kolejiště stanice a s ním i historická ocelová hala (kromě 1. nástupiště) zůstaly v majetku SŽDC, která prováděla rekonstrukční akce nezávisle na Grandi Stazioni. Dohromady se od roku 2006 povedlo v režii Grandi Stazioni zmodernizovat novější odbavovací halu a prostřední část historické secesní budovy (rekonstrukce dalších částí budovy SŽDC připravovala) a současně pod taktovkou SŽDC postupně proběhlo zaústění kolejí Nového spojení a s ním související rekonstrukce podchodů a nástupišť 1–4 a na závěr po několikaleté odmlce i oprava a přesklení historické haly nad nástupišti.

#### Rekonstrukce kolejiště a nástupišť v rámci výstavby Nového spojení

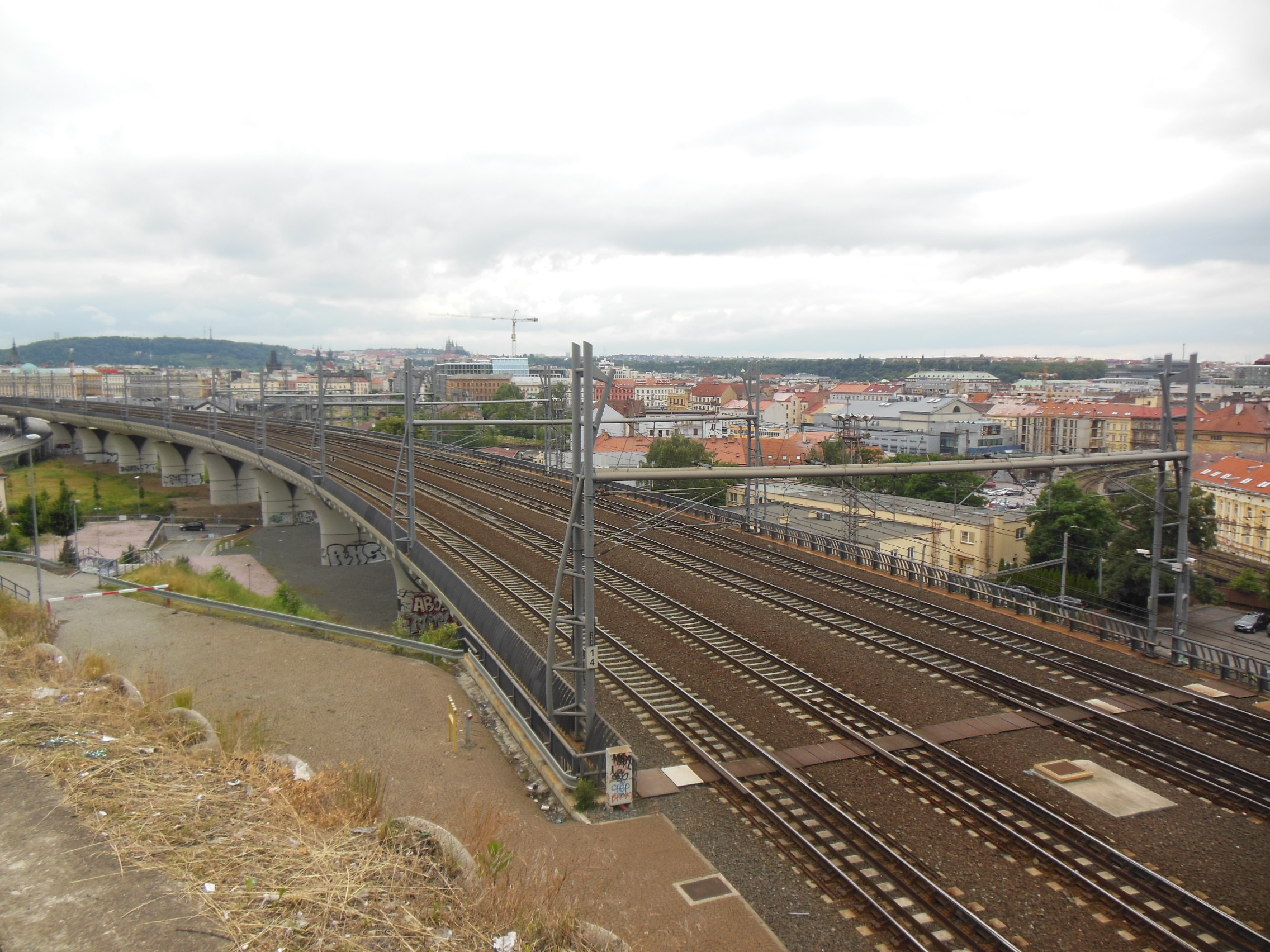
438 m dlouhá estakáda vedoucí k Hlavnímu nádraží je součástí Nového spojení

Kvůli výstavbě Nového spojení, konce životnosti a morální zastaralosti mnoha technických a stavebních celků realizovala SŽDC několik na sebe navazujících projektů. Pro umožnění napojení na budoucí Nové spojení byly v předstihu už roce 2002 vystavěny nové mosty přes Seifertovu ulici, od 1. července 2004 do 31. května 2010 probíhala samotná výstavba Nového spojení v součinnosti s ní od 7. ledna 2008 do 30. dubna 2009 modernizace západní části hlavního nádraží. Ta zahrnovala výstavbu nových nástupišť 1 až 4 včetně přístřešku nad částmi nástupišť mimo historickou halu. Rekonstrukcí prošly i podchody, do kterých byly instalovány eskalátory a výtahy. Současně s těmito pracemi probíhala také rekonstrukce kolejiště, trakčního vedení a zabezpečovacího zařízení a přestavba celého severního zhlaví pro zaústění estakády Nového spojení.
Celková rekonstrukce historické ocelové haly nad nástupišti byla z finančních důvodů vynechána, řešeny byly pouze havarijní stavy a byly provedeny nezbytné opravy patek sloupů, rekonstrukce střešních žlabů a odvodnění, výměna poškozených skel světlíků a instalace nových revizních lávek.
Součástí takzvaného Nového spojení jsou dvě nové dvojkolejné tratě mezi Balabenkou a hlavním nádražím. Vedou dvěma dvojkolejnými tunelovými troubami délky 2680 metrů horou Vítkov (severní tunel směrem do a z Libně, jižní tunel směrem do a z Holešovic a Vysočan) a jsou konstruovány na rychlost 80–100 km/h. Z vítkovského tunelu vedou společně k hlavnímu nádraží po 438 metrů dlouhé čtyřkolejné estakádě přemosťující Trocnovskou a Husitskou ulici. Na druhé straně tunelů je rozplet napojující na své západní straně i Masarykovo nádraží s Negrelliho viaduktem a na východní straně jednak nádraží Praha-Libeň, jednak Balabenku. Trať ze severní tunelové trouby vplývá do rozpletu estakádou Sluncová. Celý projekt byl dokončen v roce 2010.
Při rekonstrukci nástupišť došlo k výměně systému pro informování cestující veřejnosti HIS-VOICE společnosti mikroVOX za konkurenční Integrovaný informační systém stanice (INISS), jehož dodavatelem je brněnská firma CHAPS, známá též jako správce systému IDOS. Po téměř patnácti letech (1994 – 16. června 2008) se s cestujícími rozloučil hlas herce Václava Knopa a cestující zde poprvé uvítala brněnská herečka Danuše Hostinská-Klichová. V průběhu času se objevily potíže se srozumitelností nového hlášení v hlučném prostředí a byly podniknuty kroky (např. maximální zesílení signálu vstupujícího do reproduktorů) směřující ke zvýšení informovanosti cestujících. S výměnou akustického informačního systému souvisela i inovace listových zobrazovacích zařízení Pragotron a Solari di Udine za LCD panely od výrobce Elektročas.

#### Rekonstrukce odbavovací haly

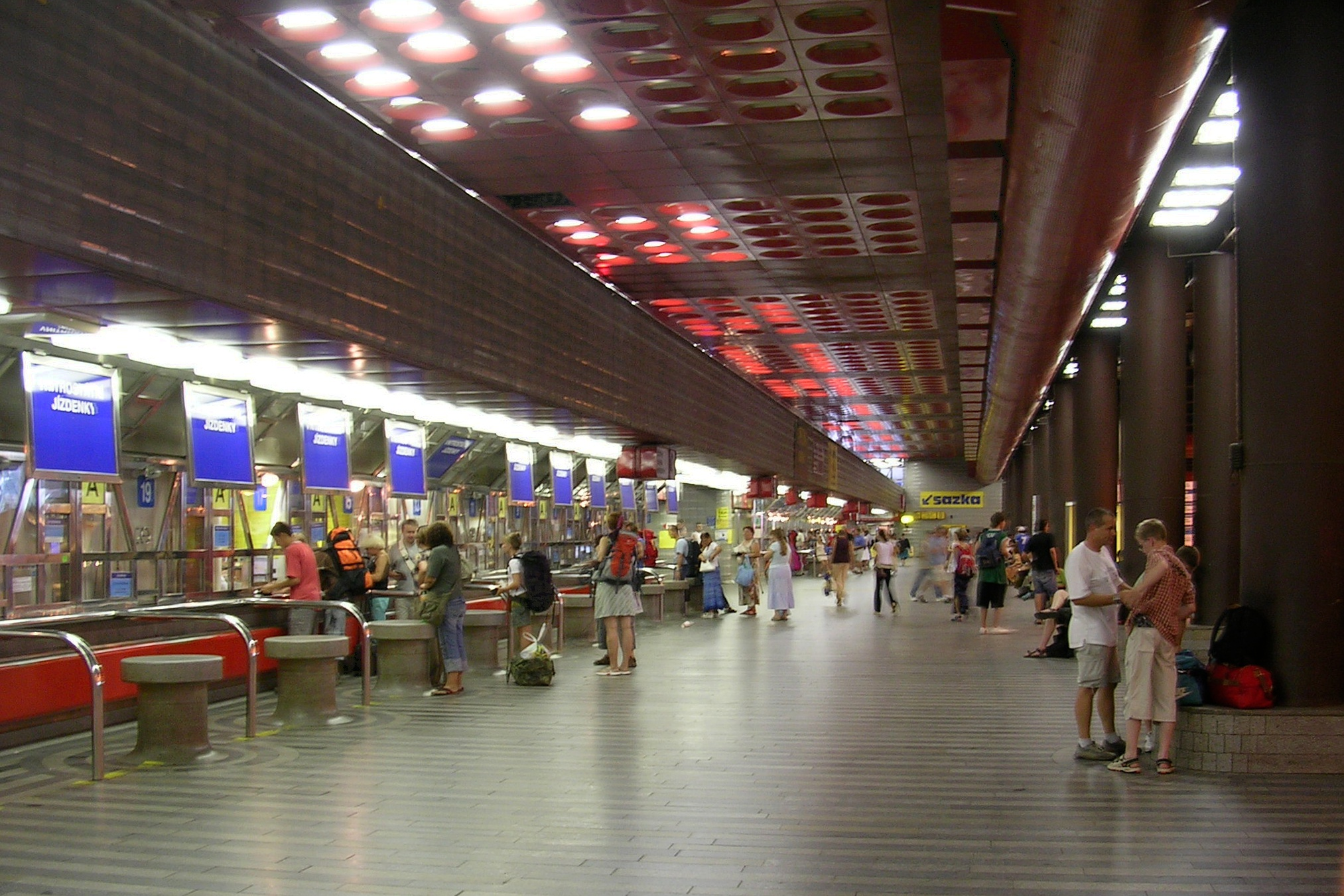
Původní pokladny před rekonstrukcí (2006)

Pro cestující byla nejviditelnější součástí modernizace odbavovací haly z roku 1977. Ta probíhala od 17. prosince 2006 do prosince 2010 v režii Grandi Stazioni s rozpočtem 1 150 000 000 Kč. K projektování bylo vybráno sdružení projektantů Metroprojekt Praha a Ateliér designu a architektury Patrika Kotase, ke spolupráci byli přizváni i původní architekti Jan Bočan a Alena Šrámková.
Od léta 2009 se postupně uzavírala jižní část nové odbavovací haly. Její rekonstrukce byla dokončena v listopadu roku 2010, vznikly zde obchody, restaurace a jiné komerční plochy. V červnu 2009 byla předána do užívání veřejnosti rekonstruovaná severní část nové odbavovací haly. Vznikly zde nové obchody, restaurace, prodejny tisku, potravin, turistické informace a také nové velké odbavovací ČD centrum. V hale bylo rozmístěno několik elektronických informačních kiosků, které dodala firma Starmon Choceň, digitálních panelů informujících o řazení a odjezdech vlaků, a také automaty na jízdenky. Vybudovány byly také nové toalety. Spodní a horní část nové haly byly propojeny 18 výtahy, eskalátory a travelátory. Přibylo také 2 500 m² sítí proti holubům, kteří se před rekonstrukcí v hale vyskytovali.
Dne 14. dubna 2011 byla nová odbavovací hala slavnostně otevřena za účasti prezidentů Itálie a České republiky, Giorgia Napolitana a Václava Klause. Na počest této události byla nad hlavní přístup k pokladnám umístěna pamětní deska. Kromě této pamětní desky se nedaleko odbavovací haly nachází také deska upomínající Woodrowa Wilsona, amerického prezidenta, po kterém bylo nádraží v letech 1919–1940 a 1945–1953 pojmenováno. Pamětní deska byla odhalena roku 1990 prezidentem Václavem Havlem a americkým prezidentem Georgem H. W. Bushem v rámci jeho tehdejší návštěvy Československa.

#### Rekonstrukce Fantovy budovy
Další fází obnovy nádraží byla oprava historické a památkově chráněné secesní Fantovy budovy. V roce 2014 byla znovuotevřena středová část historické budovy, stavební práce probíhaly 2012 do prosince roku 2013. Výzdoba kopule byla pečlivě zrestaurována a vrátila se i původní medová barva omítky. Podle dochovaných fotografií byly zhotoveny repliky podlahy, vitráží, kování a dalších prvků, řešení osvětlení je nové. Při výrobě repliky keramické dlažby se vycházelo z původních výkresů Josefa Fanty. Kavárenské činnosti se od roku 2015 ujal indický řetězec Café Coffee Day.
Zvenčí byla na středové části budovy opravena též střecha a čelní fasáda včetně štukové a sochařské výzdoby a dvou pískovcových věží. Zbývalo rekonstruovat obě boční křídla budovy, na obnovu čekaly vnitřní prostory i opadávající či již zcela zničené venkovní fasády, SŽDC plánovala zahájení druhé etapy oprav na rok 2019, veškeré veřejně přístupné prostory měly být uvedeny do původního stavu, ostatní měly získat podobu odpovídající jejich budoucímu využití.

#### Rekonstrukce historické nástupištní haly
Od 30. října 2014 do září 2017 probíhala rekonstrukce historické ocelové dvojlodní haly nad nástupišti 1–4. Práce byly rozděleny do dvou investičních projektů a z organizačních důvodů do několika etap, aby se minimalizovalo množství vyloučených kolejí a nástupišť. Rekonstrukce zahrnovala opravu korozních a statických narušení nosné konstrukce, výměnu poškozených dílů za repliky, repasi a přesklení všech světlíků a výměnu střešní krytiny. Konstrukce byla vyčištěna od starých nátěrů a opatřena třívrstvým antikorozním nátěrem. Několik částí konstrukce se muselo kvůli současným normám statické únosnosti zcela vyměnit (například vaznice pod světlíky a díly poškozené korozí). Rekonstrukce maximálně respektovala historickou podobu, přesto musely být učiněny kompromisy – původní zastřešení vlnitými plechy bylo nahrazeno trapézovými, protože vlnité plechy v požadovaném provedení již nebyly dostupné. Nové díly už nebyly nýtovány, ale sešroubovány na míru vyrobenými nýtovými šrouby a uzavřenými maticemi tak, aby co nejlépe odpovídaly původnímu vzhledu a pozici nýtů. Rekonstrukce kladla důraz na zlepšení světelných podmínek uvnitř haly.

#### Spolupráce s Grandi Stazioni
Po dokončení rekonstrukce historické budovy měla firma Grandi Stazioni získat nádraží od Českých drah na 30 let do pronájmu. Dne 17. prosince 2003 uzavřely České dráhy a Grandi Stazioni tři smlouvy o revitalizaci, provozu a správě hlavního nádraží v Praze a také nádraží v Mariánských Lázních a Karlových Varech.
Spolupráce s italskou firmou Grandi Stazioni byla ukončena 16. října 2016 po vyprchání základní smlouvy, Správa železniční dopravní cesty oznámila, že se firmě nepodařilo – i přes varování v roce 2015 – prostory za 13 let kompletně zrekonstruovat. Italům byla tedy smlouva vypovězena a budovu nádraží nyní spravuje Správa železnic. Grandi Stazioni chce od bývalého vlastníka Českých drah vymáhat peníze, za škody způsobené špatným jednáním. Zároveň proběhlo i stamilionové vypořádání se SŽDC za práce, které již proběhly. 

### Podchod na Žižkov

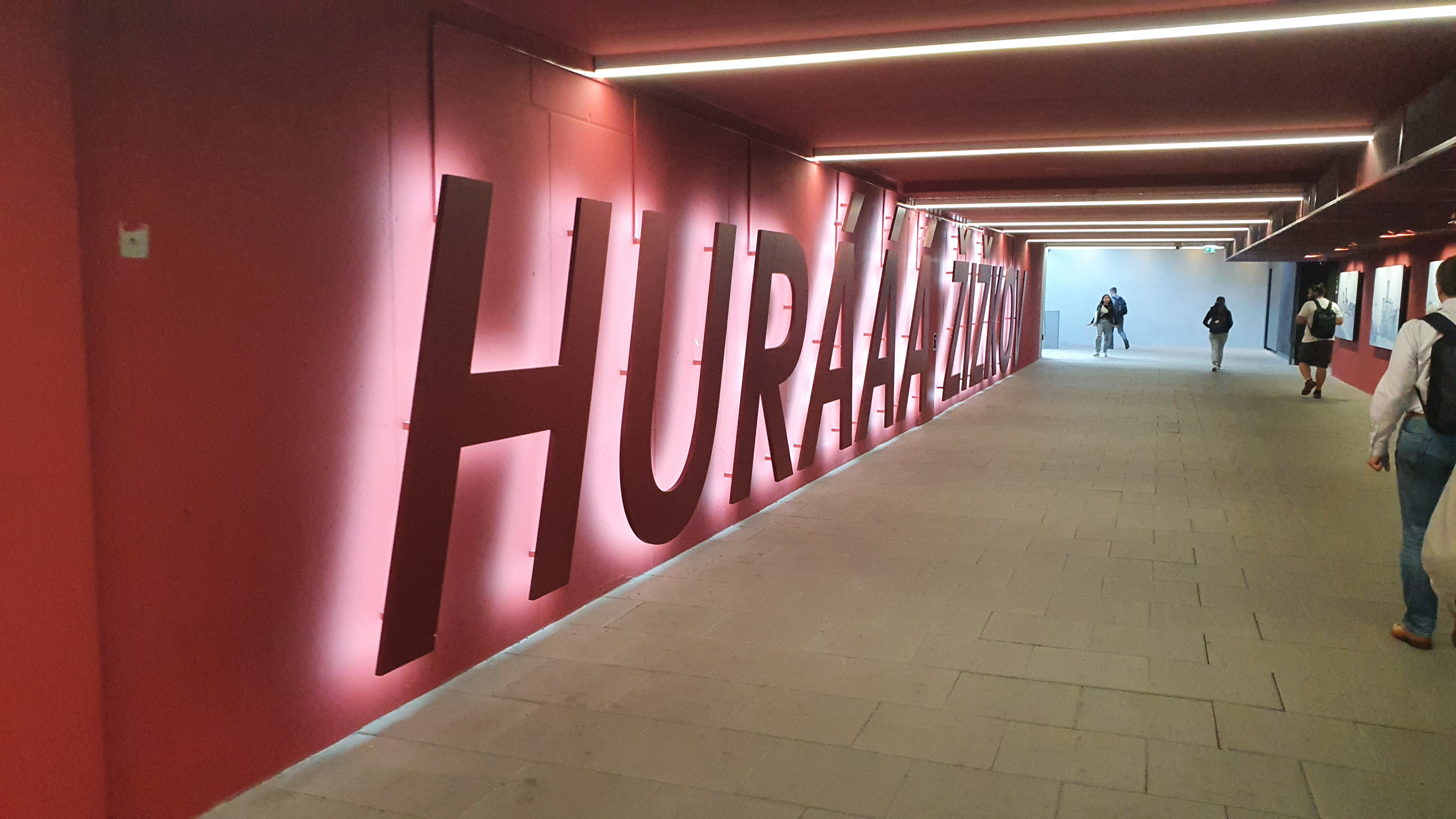
Podchod z Hlavního nádraží na Žižkov

První návrhy na propojení hlavního nádraží s Vinohrady a Žižkovem vznikaly už roku 2012, uvažovalo se o prodloužení všech tří podchodů. V květnu 2020 začala výstavba prodloužení severního podchodu do ulice Seifertova. Prodloužený podchod byl otevřen 24. září 2021, východ na žižkovské straně je bezbariérový, k dispozici je kromě schodiště dvojice eskalátorů a výtah.

### Projekt Nový Hlavák a tramvajová trať ve Vrchlického sadech
V polovině listopadu 2021 zahájil DPP práce na obnovení tramvajové trati v ulici Opletalova, na kterou má navazovat trať přímo před budovou nádraží. Prvních 140 metrů od křižovatky s ulicí Bolzanova bylo otevřeno 18. května 2022, na úseku byla otevřena dvojice tramvajových zastávek Hlavní nádraží, které slouží primárně pro náhradní tramvajovou dopravu během rekonstrukce stanice metra C Florenc.
Dne 16. května 2022 Rada hl. m. Prahy schválila vypsání soutěžního dialogu pro revitalizaci odbavovací haly nádraží a jejího okolí. Projekt s názvem Nový Hlavák počítá s vybudováním tramvajové trati spojující ulici Opletalova a Národní muzeum. Do zadávacího řízení, vyhlášeného společně MHP, Dopravním podnikem hl. m. Prahy, Správou železnic a Institutem plánování a rozvoje hl. m. Prahy, se v červnu a červenci 2022 přihlásilo 26 architektonických týmů, v prosinci 2022 z nich byly do posledních fází projektu vybrány tři. V březnu 2023 proběhla prezentace soutěžních návrhů. V listopadu 2023 byl vybrán vítězný návrh, jehož autorem je dánské studio Henning Larsen Architects.

## Současnost

### Popis

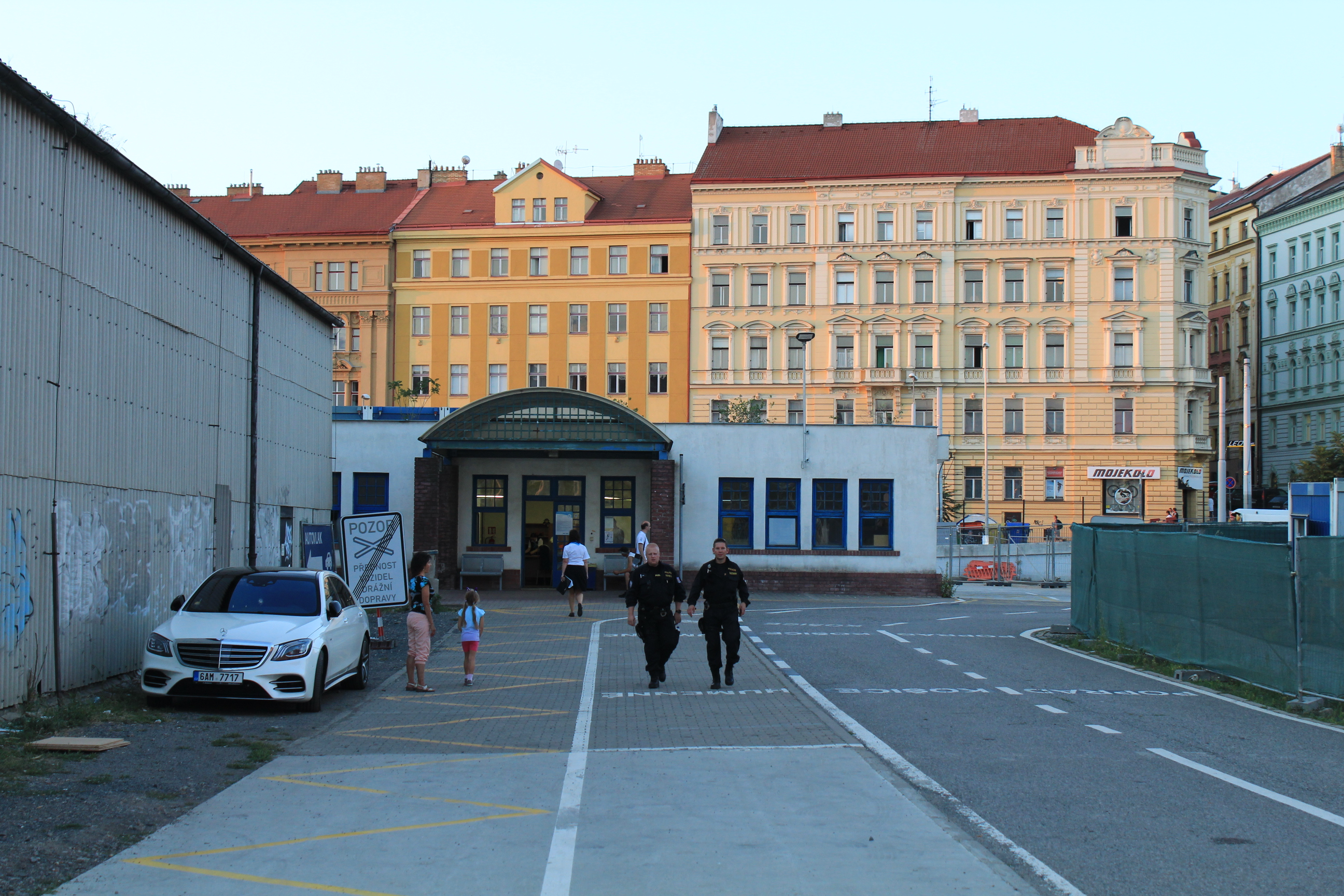
Budova terminálu autovlaků, 2018

V současnosti[kdy?] tvoří hlavní nádraží několik budov. Hlavní z nich je odbavovací hala z roku 1977 s rozměry přibližně 120 x 60 metrů. V její vstupní části se nachází také přístup do metra. Hala je rozdělená na dvě patra, v nich se nachází obchody, restaurace a rychlé občerstvení, pokladní přepážky pro nákupy jízdenek, místa na sezení a další služby jako sprchy, toalety, směnárny, bankomaty, úschovny kol a zavazadel. Pro veřejnost je přístupná i Fantova budova, která dříve sloužila k odbavování cestujících. V současnosti se v ní nachází kavárna, místa k sezení, přístup na 1. nástupiště a k magistrále – na stanoviště autobusů a parkoviště.
V dolní části haly se nachází pokladny a informační přepážky Českých drah (ČD Centrum), kde lze zakoupit i jízdenky na hromadnou dopravu. Vedle se nachází pokladny dopravců RegioJet a LEO Express. Pro cestující vyšších tříd a vlaků vyšší kvality ČD (např. SuperCity) je zde salónek a čekárna (ČD Lounge) zasvěcená siru Nicholasi Wintonovi.
Do vlaků se nastupuje přes 9 nástupišť a celkem 16 nástupních hran. K nástupištím vedou z druhého patra haly 3 podchody – jižní, střední (hlavní) a severní. Východně od nástupišť se nachází terminál sloužící při nakládání nebo vykládání automobilů na autovlak.
Staniční zabezpečovací zařízení je od 19. června 2023 dálkově ovládáno z CDP Praha.

### Dopravní dostupnost

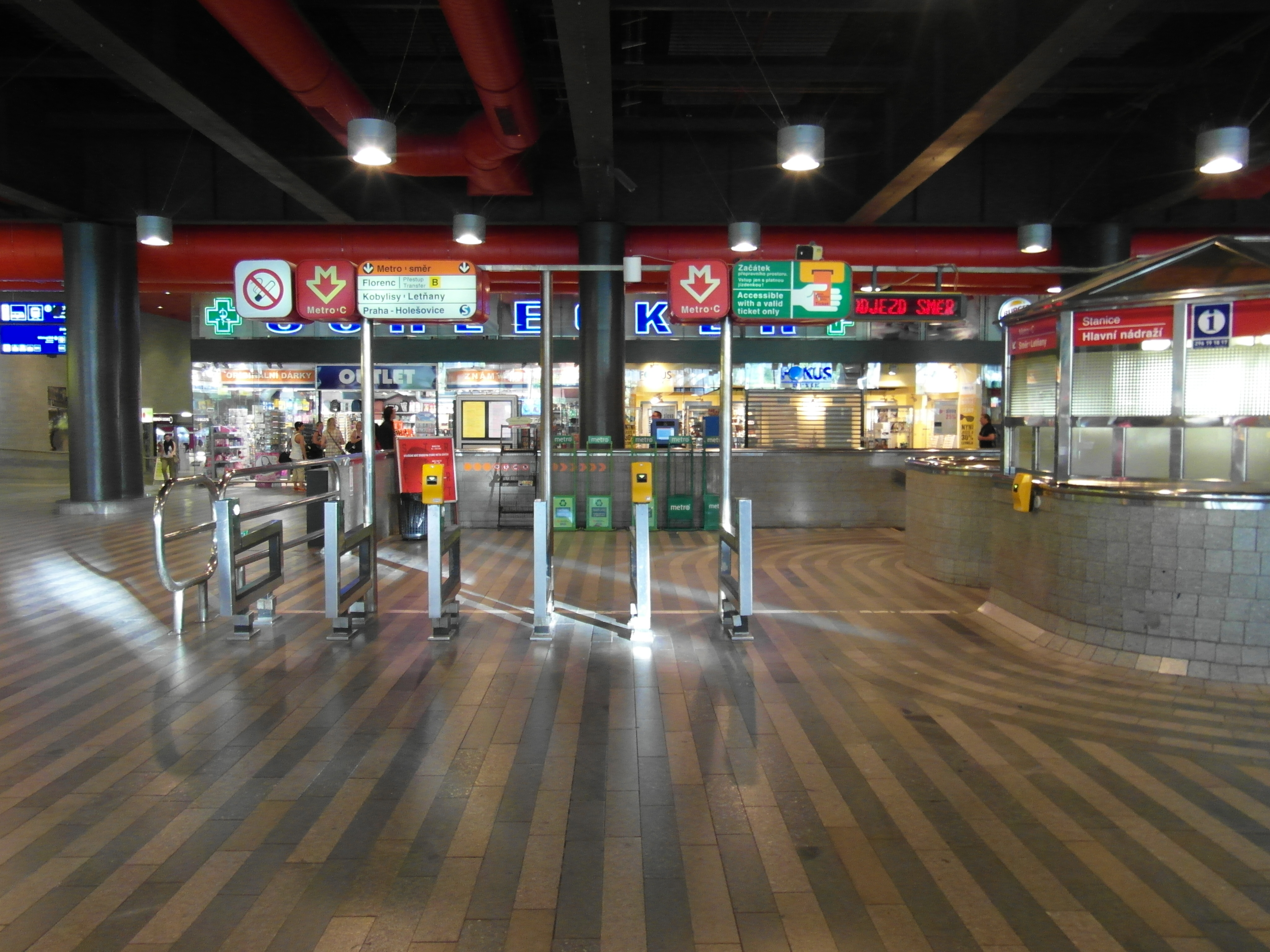
Přístup do metra C v odbavovací hale

Na nádraží vede linka C pražského metra – stanice Hlavní nádraží. Přístup do ní se nachází v novější odbavovací hale. Tramvaje jsou dostupné ze zastávky Hlavní nádraží, která se nachází v Bolzanově ulici přibližně 250 metrů od východu z nádraží. Nad novou nádražní halou se před vchodem do historické budovy u Severojižní magistrály nachází také autobusová zastávka, ze které vyjíždí různé mezinárodní i vnitrostátní spoje včetně nočních linek 905 a 911 a na letiště Václava Havla Praha odsud odjíždí v intervalu 15 až 30 minut linka Airport Express (AE). Nachází se zde také placená parkoviště a stanoviště taxi. Poblíž je také Masarykovo nádraží, nachází se ve vzdálenosti 500 metrů vzdušnou čarou a 10 minut chůze. Ze tří pěších podchodů pod nástupišti je nejsevernější průchozí do čtvrtí Žižkov a Vinohrady. Od jeho východu je ve vzdálenosti asi 350 m zastávka autobusové linky č. 135, ve vzdálenosti asi 400 m zastávka autobusové linky č. 101.

### Kritika
V parku před nádražím (oficiálně Vrchlického sady, lidově zvaném Sherwood) se často vyskytují bezdomovci a narkomani a místo je také nechvalně známé jako křižovatka mužské homosexuální prostituce. Objekt patří pod Prahu 1. Ta měla začít s rekonstrukcí parku již v roce 2009, k rekonstrukci však zatím[kdy?] nedošlo. Dříve nebylo bezpečno ani v prostoru samotné odbavovací haly, po rekonstrukci dokončené v roce 2011 se ale stav výrazně zlepšil.
I přes přístavbu nástupišť a rozšíření kolejiště je nádraží vytýkána jeho nedostatečná kapacita, kvůli které nemůže pojmout některé příměstské linky.

## Budoucnost

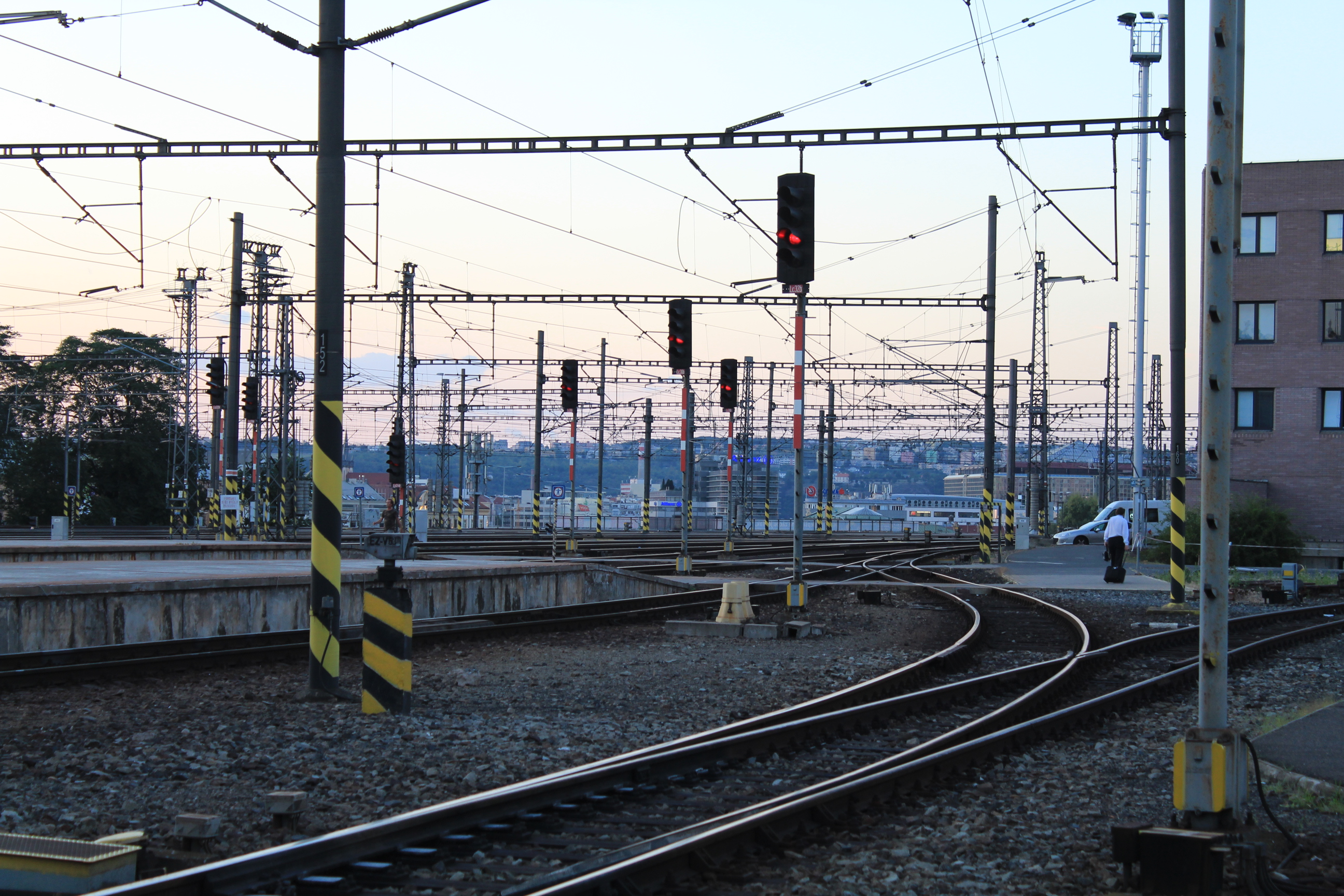
Severní zhlaví stanice u estakády k Novému spojení

Ve stádiu studie proveditelnosti je stavba Nového spojení 2, které by mělo řešit zkapacitnění průjezdu železničním uzlem Praha, napojení na železniční koridory a plánované vysokorychlostní tratě. V rámci této stavby se zvažuje rozšíření hlavního nádraží o podzemní úroveň s novými nástupišti. Tato nástupiště by měla být využívána příměstskými vlaky nejvytíženějších Linek S, zatímco dálková doprava (jak vysokorychlostní, tak standardní dálková) by měla využívat stávající nástupiště. Ohledně vedení Nového spojení 2 ani VRT není dosud rozhodnuto, uvažuje se o více zcela odlišných variantách.
Dlouho se jedná o pěším propojení hlavního a Masarykova nádraží, což je druhé nejrušnější nádraží v Praze. Projekt má být součástí plánované rychlodráhy z Masarykova nádraží na letiště s pokračováním do Kladna. Do úvahy připadá buď nadchod nebo podzemní pohyblivý chodník (travelátor), částka za realizaci se má blížit 400 milionům korun.
Také je v plánu vybudování 8. nástupiště a rekonstrukce nástupišť 5 až 7.[zdroj?]

### Železniční spojení s letištěm
V roce 2008 se v souvislosti s podepsáním deklarace o modernizaci železniční trati Praha - Kladno rozhodlo, že plánované železniční spojení s ruzyňským letištěm má končit na nedalekém Masarykově nádraží. Proti tomu se ohradili někteří radní Prahy 1 a navrhli podzemní vedení železnice na Hlavní nádraží.
V dubnu 2023 proběhla tisková konference Správy železnic, na které vystoupil ministr dopravy Martin Kupka. Podle něj by plánovaná železniční trať spojující Letiště Václava Havla a centrum města měla procházet i skrz Hlavní nádraží, součástí projektu má být i nové podzemní nádraží Opera (součást projektu Nové spojení 2, tzv. „metro S“).

## Vlakové trasy

### Mezinárodní linky

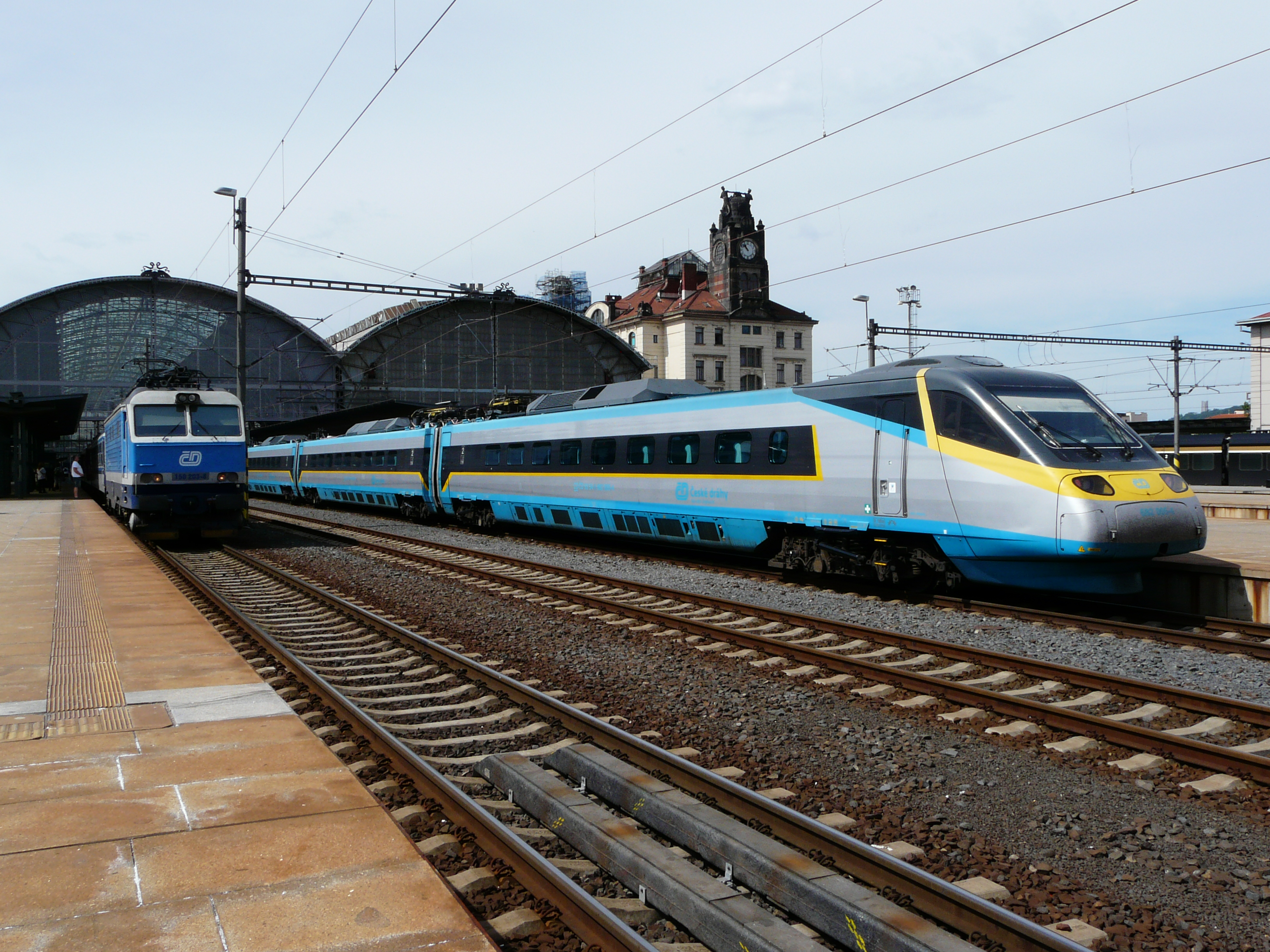
Vlak SuperCity Pendolino na Hlavním nádraží

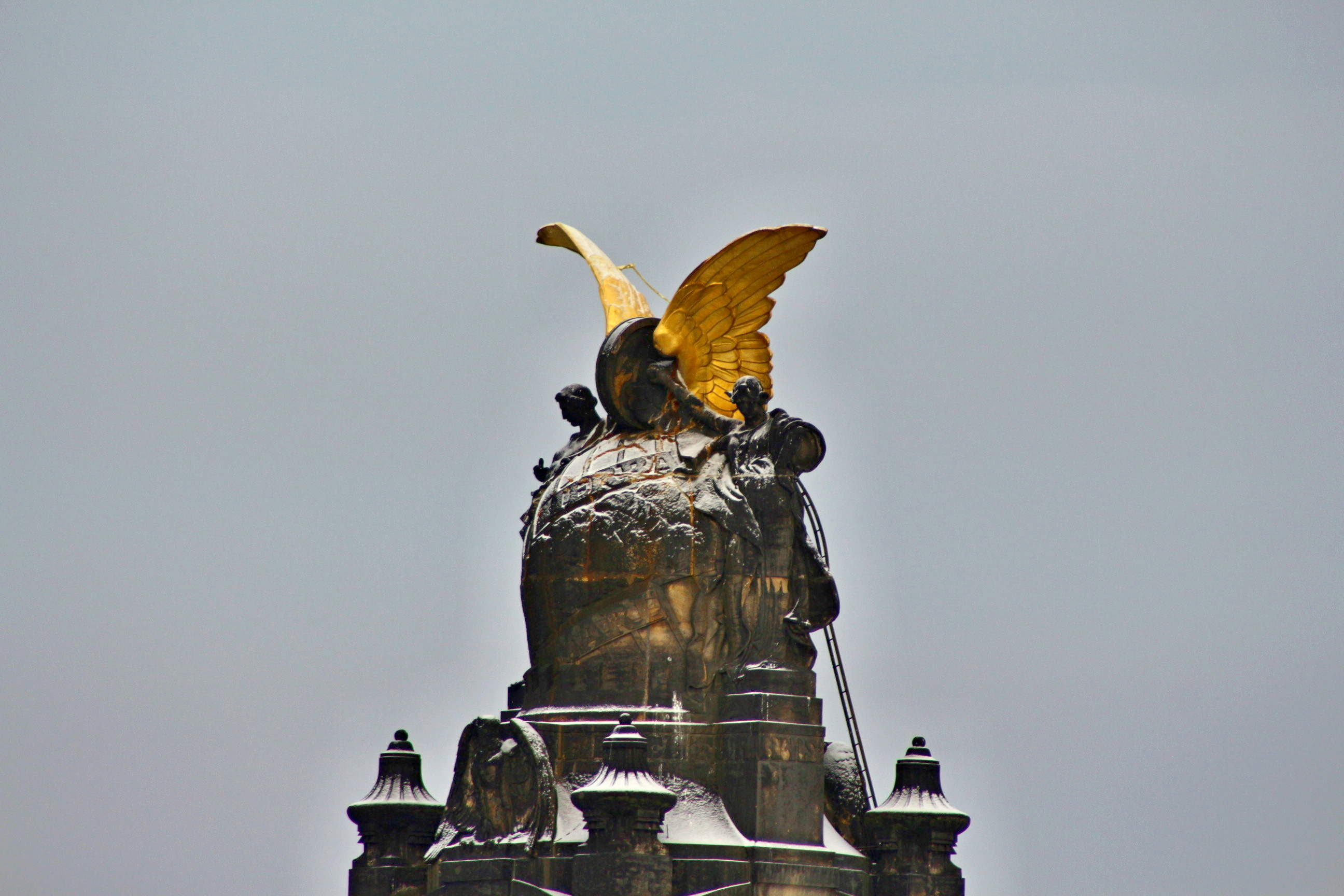
Sousoší Okřídlené kolo zlacené 24 karátovým zlatem

Hlavní nádraží je mezinárodním dopravním uzlem, vede odtud mnoho přímých denních i nočních linek do zahraničí. Mezinárodní přímé linky provozují České dráhy ve spolupráci se zahraničními dopravci, spoje na Slovensko provozují také společnosti RegioJet, Leo Express a ARRIVA vlaky, do Vídně, Budapešti a Přemyšle jezdí kromě ČD také RegioJet. 
Toto je stav v roce 2025:
- Slovensko – Kúty, Bratislava, Žilina, Poprad, Košice, Trenčín, Prešov, Humenné, Michalovce, Trebišov, Liptovský Mikuláš, Ružomberok, Čadca
- Rakousko – Vídeň, Štýrský Hradec (Graz), Linec (Linz), Innsbruck, Salzburg
- Německo – Mnichov, Řezno (Regensburg), Berlín, Drážďany, Hamburk, Flensburg, Kiel, Lipsko (od 12/2022), Frankfurt (od 12/2022), Mannheim (od 12/2022)
- Polsko – Bydhošť, Bystrzyca Kłodzka, Gdaňsk, Katovice, Krakov, Varšava, Vratislav, Poznaň, Přemyšl, Řešov
- Maďarsko – Budapešť, Győr
- Švýcarsko – Curych, Basilej (od 12/2022)

### Noční mezinárodní linky
- Slovensko –  Bratislava, Žilina, Poprad, Košice, Prešov, Humenné
- Rakousko – Innsbruck, Salcburk, Linec
- Maďarsko – Budapešť
- Polsko – Bydhošť, Bystrzyca Kłodzka, Gdaňsk, Katovice, Krakov, Varšava, Vratislav, Poznaň, Přemyšl
- Švýcarsko – Curych, Basilej
- Německo – Drážďany, Lipsko, Frankfurt nad Mohanem, Mannheim
- Nizozemsko – Amsterdam, Rotterdam[58]
- Belgie – Brusel, Antverpy[58]
- Ukrajina – Čop

### Vnitrostátní linky
Na hlavním nádraží zastavuje množství vnitrostátních linek (pro většinu z nich jde o výchozí nebo konečnou stanici), které propojují Prahu s velkými českým městy jako např. Plzeň, Ústí nad Labem, České Budějovice, Pardubice, Hradec Králové, Brno, Olomouc či Ostrava a nebo propojují odlehlé kouty Česka, např. Ostravsko se západními Čechami nebo jižní Moravu se severními Čechami. Vlaky nižších kategorií (Os, R, Ex) zastavují také v mnoha menších městech. Pro vnitrostátní dopravu nádraží využívají vlaky dopravců České dráhy, RegioJet, LEO Express a ARRIVA vlaky. České dráhy mají síť destinací v Česku nejhustější.

#### Přímá spojení krajských a okresní měst a hlavního nádraží v Praze
- Středočeský kraj
  - Benešov (S9, R17, R49, Ex7)
  - Beroun (S7, R16, R26)
  - Čelákovice (S2, S9, S22)
  - Kolín (S2, R9, R18, R19, R41, Ex1, Ex2, Ex3, SC, LE, RJ)
  - Kutná Hora (R41, R9)
  - Mladá Boleslav (R21)
  - Nymburk (S2, R10)
  - Příbram (R26)
- Jihočeský kraj
  - České Budějovice (R17, R26, Ex7)
  - Český Krumlov (Ex7)
  - Písek (R26)
  - Tábor (R17, R49, Ex7)
- Plzeňský kraj
  - Domažlice (Ex6)
  - Klatovy (R16)
  - Plzeň (R16, Ex6)
  - Rokycany (R16)
- Karlovarský kraj
  - Cheb (R15, Ex6)
  - Karlovy Vary (R15)
  - Sokolov (R15)
- Ústecký kraj
  - Děčín (R20, Ex5)
  - Chomutov (R15)
  - Most (R15)
  - Teplice (R15)
  - Ústí nad Labem (R15, R20, Ex5)
- Liberecký kraj
- Královéhradecký kraj
  - Hradec Králové (R10)
  - Trutnov (R10)
- Pardubický kraj
  - Pardubice (R18, R19, Ex1, Ex2, Ex3, SC, LE, RJ)
  - Svitavy (R19)
  - Ústí nad Orlicí (R18, R19, Ex1, LE)
- Kraj Vysočina
  - Havlíčkův Brod (R9)
  - Žďár nad Sázavou (R9)
- Jihomoravský kraj
  - Blansko (R19)
  - Brno (R9, R19, Ex3, RJ)
  - Břeclav (Ex3, RJ)
- Olomoucký kraj
  - Olomouc (R18, Ex1, Ex2, SC, LE, RJ)
  - Přerov (R18, LE)
- Moravskoslezský kraj
  - Karviná (Ex1, LE)
  - Opava (IC, RJ)
  - Ostrava (Ex1, SC, LE, RJ)
- Zlínský kraj
  - Uherské Hradiště (R18)
  - Vsetín (Ex2)
  - Zlín (R18)

#### Příměstské linky

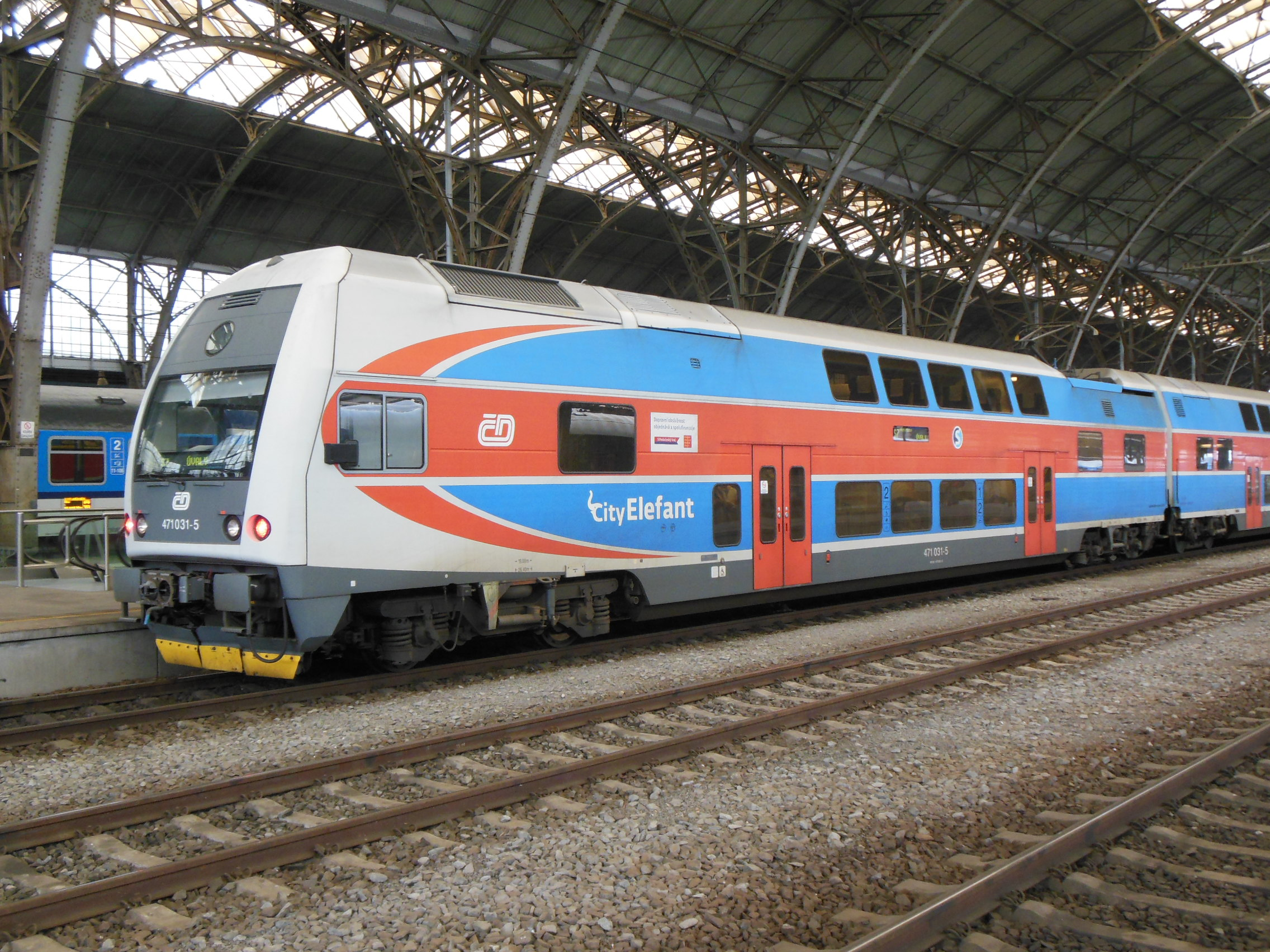
Elektrická jednotka 471 – CityElefant

Vyjíždějí odsud také regionální příměstské linky Esko Praha provozované Českými drahami. Ty jsou z větší části začleněné do Pražské integrované dopravy (PID).
Na osobních vlacích jsou na elektrizovaných tratích využívány téměř výhradně velkokapacitní jednotky řady 471 „CityElefant“. Těmi jsou vedeny vlaky linky S7 ve třech větvích (Praha hl. n. – Řevnice, Praha-Radotín - Praha hl. n. a Beroun – Praha hl. n. (– Český Brod)), linky S9 (Benešov – Praha hl. n. – Lysá nad Labem); dále odtud jezdí některé spoje linky S2 (Kolín – Nymburk – Praha) a noční pár spojů linky S1 (Praha – Úvaly – Český Brod – Kolín), jejichž většina spojů jezdí z Masarykova nádraží. Pokud jde o neelektrifikované tratě jezdí odtud linky přes Pražský semmering a Hostivice do Rudné u Prahy (S65), do Dobříše (S88), do Čerčan přes Vrané nad Vltavou (S8).

###### Linky S na hlavním nádraží
- S2 Kolín – Nymburk hlavní nádraží – Praha Masarykovo nádraží (párkrát ráno a večer Praha hlavní nádraží)
- S7 Český Brod – Praha hlavní nádraží – Beroun.
- S8 Praha hlavní nádraží – Vrané nad Vltavou – Čerčany
- S9 Lysá nad Labem – Praha hlavní nádraží – Benešov u Prahy
- S65 Praha hlavní nádraží – Hostivice – Rudná u Prahy
- S88 Praha hlavní nádraží – Vrané nad Vltavou – Dobříš